# Historia de la literatura

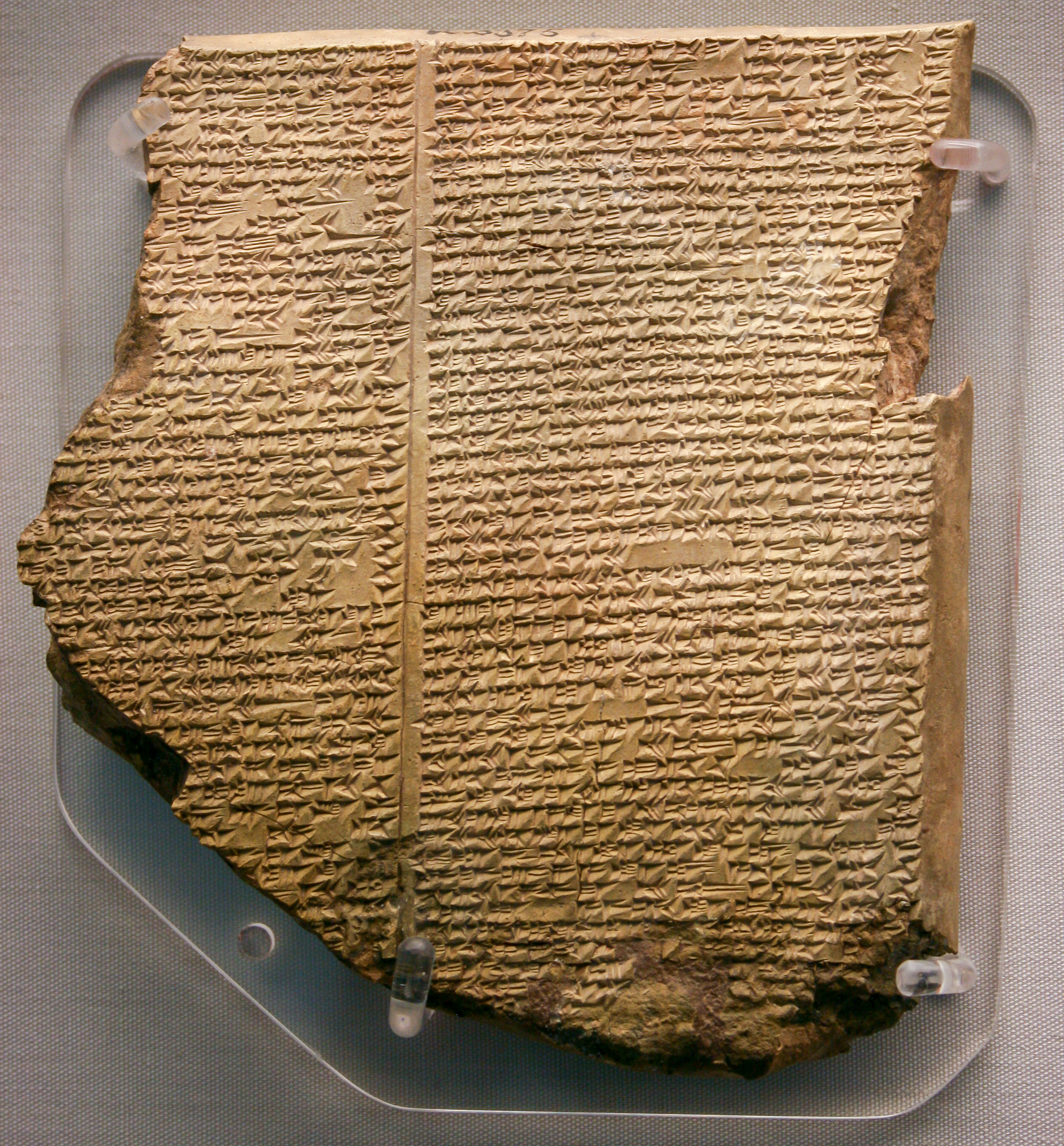
Tablilla sobre el diluvio, del Poema de Gilgamesh, (c.), Museo Británico.

El término historia de la literatura se refiere a una de las tres disciplinas de la ciencia de la literatura, aquella que se sirve del punto de vista diacrónico y se inserta tanto en esa serie disciplinar literaria de la filología como, en segundo lugar, en la historiografía especial o por conceptos. La historia de la literatura se ocupa del estudio de las obras literarias, entendiendo por éstas las ya eminentemente artísticas o bien en sentido general las de cultura, arte y pensamiento, o definibles, según cierta crítica, como obras o textos "altamente elaborados". La disciplina, tan antigua como la cultura humanística, alcanzó a fines del siglo XVIII su culminación como "Historia Universal de la Literatura", de carácter comparatista al tiempo que totalizador de las diferentes ramas de las Letras y las Ciencias, en correspondencia con el concepto ilustrado de literatura. Por su parte, en el siglo XIX tuvo lugar la gran y múltiple elaboración historiográfica de las Literaturas Nacionales, constituidas a partir del criterio de lengua. La historiografía literaria mantiene una necesaria relación estable y de complementario con la crítica literaria y la teoría de la literatura, al igual que con la metodología comparatista en la medida en que supere la concepción limitada de Literatura Nacional o acceda a alguna determinación de objeto cultural más extenso que el de lengua, o a algún proyecto generalista de universalidad.
La primera Historia de la literatura universal fue la redactada originalmente en Italia por Juan Andrés: Dell’Origine, progressi e stato attuale d’ogni letteratura (Parma, 1782-1799) y en español como Origen, progresos y estado actual de toda la literatura (Madrid, 1784-1806). Las primeras historias de la literatura española fueron escritas en 1804, en alemán por Friedrich Bouterwek y en italiano por Juan Andrés.[cita requerida]

## La literatura antigua (hasta elsigloV)
Literatura y escritura, aunque obviamente relacionadas, no son sinónimos. Los primeros escritos de los antiguos sumerios no son literatura, ni las primeras inscripciones en jeroglíficos egipcios. Los textos literarios más antiguos que nos han llegado datan de siglos después de la invención de la escritura.
Los investigadores están en desacuerdo sobre cuándo los registros antiguos se convierten en algo más semejante a la «literatura», ya que la definición de esta es subjetiva. Sin embargo, debe tenerse en mente que, dada la relevancia o el aislamiento cultural de las culturas antiguas, el desarrollo histórico de la literatura no ocurrió en forma uniforme en el mundo.
Otro problema al tratar de aproximarse a una historia global de la literatura reside en que muchos textos han desaparecido, ya sea deliberadamente, por accidente o por la total extinción de la cultura que los originó. Mucho se ha dicho, por ejemplo, sobre la destrucción de la Biblioteca de Alejandría creada en el siglo III a. C. y sobre los innumerables textos fundamentales que se cree se hayan perdido entre las llamas en el año 49 a. C. Así, la supresión deliberada de textos -y frecuentemente incluso de sus autores, por organizaciones con algún tipo de poder temporal- complica el estudio.
Ciertos textos primarios, sin embargo, pueden ser considerados como los primeros pasos de la literatura. Ejemplos muy antiguos son el Poema de Gilgamesh (del siglo XVII a. C., aunque la versión sumeria posiblemente date del siglo XXVII a. C.), y el Libro de los muertos, escrito en el Papiro de Ani (que se data hacia el siglo XIII a. C.).
La literatura del Antiguo Egipto alcanzó su cenit con la Historia de Sinuhé, un servidor de Sesostris I, cuyo relato data de mediados del siglo XX a. C. La literatura egipcia no solía incluirse en las primeras historias de la literatura, porque los escritos no se tradujeron a las lenguas europeas hasta el siglo XIX, cuando se descifró la Piedra de Rosetta.
Muchos textos se transmitieron por tradición oral durante siglos, antes de que fuesen fijados mediante la escritura, por lo que son difíciles de datar. El núcleo del Rig-veda parece datar de mediados del II milenio a. C. en la región del actual Pakistán.
Los escritos de la India posteriores al Rig-veda (como los textos Bráhmana y los Upanisad), así como el Tanakh hebreo y la colección de poemas místicos atribuidos a Lao Tze, Tao te Ching, que probablemente daten de la Edad de hierro, aunque determinarlo es controvertido.
El Pentateuco (de la Biblia) tradicionalmente se fecha alrededor del siglo XV a. C., aunque estudios recientes consideran que podría datarse hacia del siglo X a. C. Otras tradiciones orales fueron fijadas en forma escrita muy tardíamente, como la Edda Poética, escrita en el siglo XIII.
la Ilíada y la Odisea de Homero provienen del siglo VIII a. C. y marcan el inicio de la Antigüedad clásica. Estas obras también tenían una tradición oral previa que parece provenir de fines de la Edad de Bronce.

### Oriente Medio
La literatura sumeria se desarrolló en las principales ciudades. Los textos eran fijados en tablillas de barro y se hicieron, generalmente, en diferentes copias. Los considerados literarios comprendían diferentes temáticas, desde las puramente mitológicas hasta las de tipo amoroso, todas tratadas con notable calidad.
La literatura sumerio-acadia conoció una primera fase oral y solo hacia el año 2600 a. C. pasó a fijarse por escrito, tanto en lengua sumeria como en acadia, o de manera bilingüe.
No obstante, la etapa de mayor creatividad literaria es varios siglos posterior a la desaparición de la civilización sumerio-acadia.
Se escribieron una treintena de mitos sobre las divinidades sumerias y acadias más importantes, entre los que destacan: el descenso de Inanna a los infiernos, el mito del diluvio y los generados en torno a los dioses Enki y Tammuz.
En la literatura épica se formaron ciclos en torno a la figura de tres reyes: Enmerkar, Lugalbanda y Gilgamesh. El ciclo de Gilgamesh tuvo siete episodios, que acabaron formando más tarde el famoso Poema de Gilgamesh, rey de Uruk. Destaca también el poema Lugal ud melambi Nirpal, titulado por los sumerólogos modernos Los trabajos de Ninurta cuyo contenido es de tipo didáctico y moral.
Aunque se sabe que los fenicios tuvieron una variada literatura, que influyó fuertemente en la literatura en hebreo, es muy poco lo que se ha conservado tras la conquista helenística de Oriente Medio y la romana de Cartago. Aun así, por meciones de otros autores y pequeños hallazgos fragmentarios se sabe que escribieron sobre muy diversos temas; entre sus escritos destacan la Teogonía de Sanjuniatón y el periplo de Hannón el Navegante.

#### Literatura antigua de la India[2]
Literatura sánscrita : Las primeras manifestaciones de muchos de los géneros literarios que más tarde aparecerían en Occidente se dieron en la literatura oriental, en especial en la literatura sánscrita. Hacia el 1500 a C. se empieza a componer la más remota de las manifestaciones literarias de los pueblos indoeuropeos: el Rig-veda

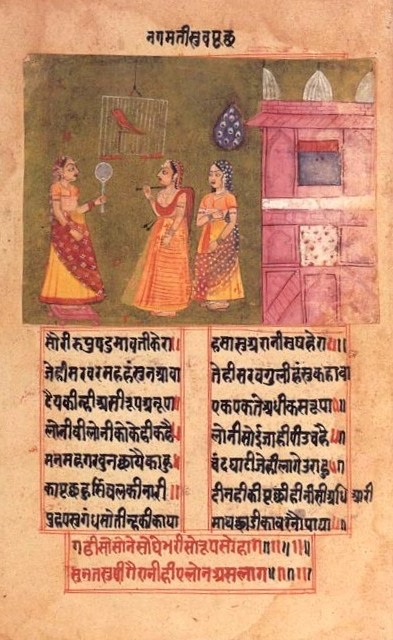
La reina Nagamati le habla a su loro (Padmavat, c. 1750, en letra devánagari).

Literatura védica: Ejemplos de escritos antiguos en sánscrito, incluyen los textos sagrados del hinduismo, como el núcleo de los Vedas y los Upanishada.
Literatura épica: La gran poesía épica de India se transmitía oralmente, probablemente desde antes del periodo mauria. Las dos grandes obras épicas, el Ramaiana de Valmiki (24 000 versos que narran las andanzas del rey dios Rama) y el Majábharata (diez veces mayor que la Ilíada y la Odisea juntas) influenciaron muchos otros trabajos, incluyendo el Kechak y numerosas obras europeas.
Literatura en sánscrito clásico: El famoso poeta Kalidasa escribió dos obras épicas:
el Raghu-vamsa (‘la dinastía de [el rey] Raghú’) y
el Kumara Sambhava (nacimiento de Kumara [el dios de la guerra]),
para las cuales usó el sánscrito clásico en lugar del sánscrito épico. Otros ejemplos de trabajos en sánscrito clásico son el Asta-dhiai de Panini que estandariza la gramática y fonética del idioma clásico y las Leyes de Manu, importante texto del hinduismo.
Kalidasa es considerado el gran dramaturgo de literatura en sánscrito, además de notable poeta, sus obras más famosas son El reconocimiento de Shakuntala y el Megha-dūta. Es para la literatura en sánscrito tan importante como lo es Shakespeare para la literatura inglesa.

##### Literatura en prácrito
La lengua prácrita tuvo distintas formas (prácrito antiguo, pali, maharastri, sauraseni, magadhi, ardhamagadhi, jai-sauraseni, jain-maharastri y apabhramsa). Muchas de las obras de Aswa Ghosha fueron escritas en sauraseni, al igual que el Karpoor-manjari. Kalidasa, Harsha y Haal usaron el maharastri en algunas de sus obras de teatro y poesías. La forma más sobresaliente del prácrito fue la pali, que se usó en India, Sri Lanka y el sudeste asiático y como herramienta de propagación del budismo, de trabajos filosóficos, poesía y obras gramaticales.
Obras famosas son:
el Mricchaka-tika (de Shudraka),
el Suapna-vasava-dattam (de Bhasa) y
el Ratna-vali de Sri Jarsha.
Entre las obras literarias posteriores están
el Gitá-govinda (de Yaiadeva),
el Artha-sastra (de Chanakia) y
el Kama-sutra de Vatsiaiana).
...

### Extremo Oriente

#### Literatura antigua de China
La literatura china se inició hace más de tres mil años. Los primeros documentos escritos que se pueden considerar literatura provienen de la dinastía Zhou.
El primer gran autor de táctica militar y estrategia fue Sun Tzu con El arte de la guerra que aún hoy día se puede ver en los estantes de muchos militares e incluso en algunas corporaciones.
La filosofía china siguió un camino distinto a la griega, ya que en lugar de presentar diálogos extensos, optó por Analectas como las de Confucio, Lao Zte y Tao Te Ching, es decir, se presenta en proverbios didáctico-morales cuyos temas principales son el amor y respeto a la naturaleza, a los padres, a los ancianos, al orden político, al social y al religioso.

#### Literatura antigua de Japón
En el llamado período arcaico, entre los siglos III y VI d. C., Japón produjo sus primeras obras literarias: las crónicas Kojiki (Memorias de los sucesos de la humanidad) y Nihonshoki (poesía antigua de Japón), así como las poesías Manyoshu (Colección de diez mil hojas 4500 poemas) que serían recopiladas en el año 760. Sin embargo, el período clásico de la literatura japonesa comenzó a fines del siglo VIII.

### Europa. Antigüedad clásica

#### Los griegos

Comienzo de la Odisea.

La sociedad de la antigua Grecia puso énfasis considerable en la literatura. Muchos autores consideran que la tradición literaria occidental comenzó con los poemas épicos la Ilíada y la Odisea, atribuidos a Homero, que siguen siendo grandes figuras en el canon literario por sus descripciones y el manejo de temáticas como la guerra y paz, honra y deshonra, amor y odio.
Entre los poetas posteriores fue notable Safo, que dio forma a poesía lírica como género.
El dramaturgo Esquilo cambió la literatura occidental por siempre al introducir el diálogo y la interacción en el teatro. Su obra cumbre fue la trilogía la Orestíada. Otros talentos dramáticos fueron Sófocles, quien convirtió la ironía en técnica literaria, en su obra Edipo rey, y Eurípides, que utilizó el teatro para desafiar las normas sociales en Medea, Las Bacantes y Troyanas, obra aún notable por desafiar la percepción común de nociones como la propiedad, el género y la guerra.
Aristófanes, un comediante, usó esas ideas en un tono menos trágico en sus obras: Lisístrata y Las ranas.
Aristóteles, alumno de Platón, escribió docenas de trabajos en muchas disciplinas científicas, pero su contribución más grande a la literatura era probablemente su Arte Poética, en donde plantea su término del drama y establece parámetros para la crítica literaria.

#### Los romanos
En muchos aspectos, los escritores de la Antigua república romana y el Imperio romano eligieron evitar la innovación en el favor de imitar a los grandes autores griegos; la Eneida de Virgilio emuló en gran medida a las obras homéricas a petición del emperador del momento.
Plauto, dramaturgo cómico, siguió los pasos de Aristófanes; en las Metamorfosis de Ovidio se retoman diversos mitos griegos. Si bien es innegable la maestría de los grandes autores romanos, también lo es que fueron muy poco creativos literariamente en comparación con los griegos. Una de las pocas creaciones literarias romanas fue la sátira. Horacio fue el primero en usarla como herramienta argumental y luego Juvenal.

## Literatura medieval (siglos - d. C)

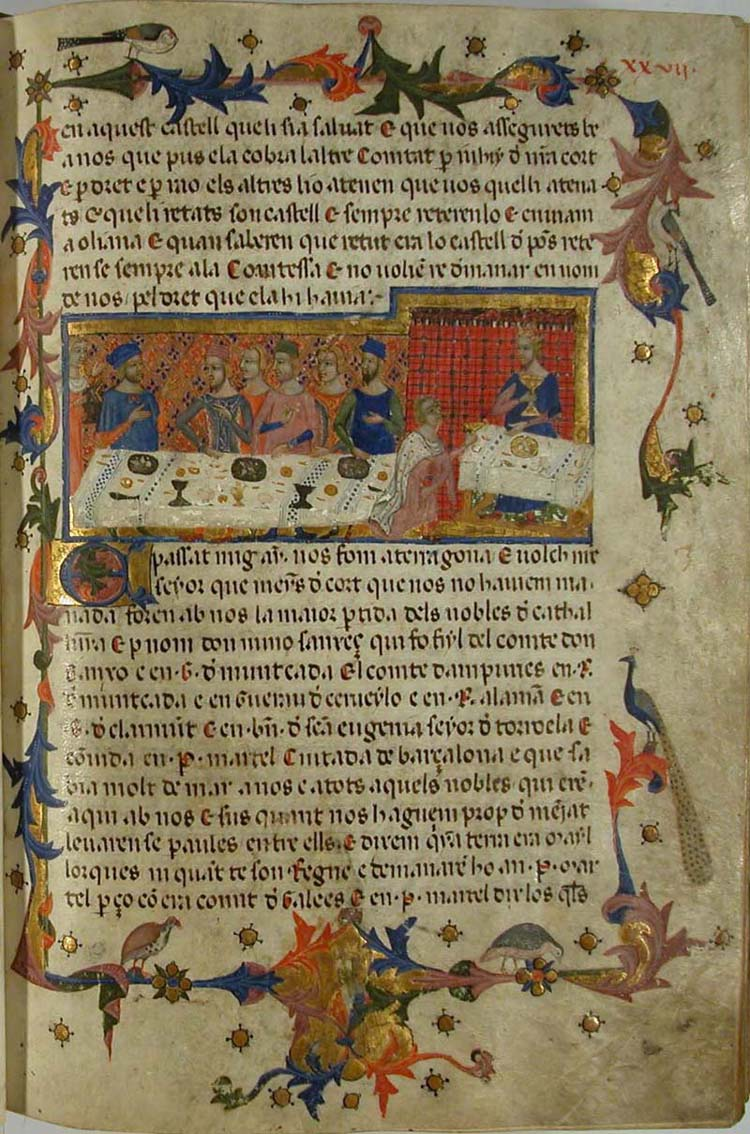
Libro medieval.

## Literatura medieval (siglosV-XVd.C)

### Europea
Después de la caída de Roma (en 476), muchos de los acercamientos y de los estilos literarios inventados por los griegos y romanos dejaron de usarse en Europa hasta el renacimiento florentino. La cultura y el arte medieval se centraron más en la religión, en parte porque los trabajos griegos no habían sido preservados. Hubo pocas innovaciones, las concernientes a literatura se agrupan tradicionalmente en Materia de Roma, Materia de Francia y Materia de Gran Bretaña.
El Islam se difundió en Asia y África, preservando las obras griegas y basándose en ellas para nuevos desarrollos literarios. Aunque se había perdido mucho por el paso del tiempo y las catástrofes (como la de la biblioteca de Alejandría), numerosos trabajos griegos fueron preservados y copiados cuidadosamente por los escribas musulmanes.

#### Literatura latina
Entre los textos europeos tempranos fueron frecuentes las hagiografías o las «vidas de los santos». La obra de Beda —Historia ecclesiastica gentis Anglorum— y otras continúan la tradición histórica basada en la fe comenzada por Eusebio de Cesarea alrededor del año 300.
La dramaturgia cesó a excepción de los Misterios y de las representaciones de la Pasión (Viacrucis), que se centraron en difundir y consolidar la creencia cristiana entre el pueblo. Alrededor del año 400, con la Psychomachia de Prudencio, comenzó la tradición de los cuentos alegóricos, tan socorrida en la literatura medieval.
Godofredo de Monmouth escribió su Historia Regum Britanniæ (Historia de los reyes de Bretaña), que presentó como hechos reales de la historia de Gran Bretaña.
Entre ellas están las de Merlín el mago y el rey Arturo.
El interés de los musulmanes por preservar los escritos filosóficos y científicos griegos llegaría a afectar la escritura en Europa; por ejemplo, la obra del célebre teólogo Tomás de Aquino tiene fuerte influencia aristotélica.

#### Literatura vernácula
La poesía y el cantar de gesta florecieron por los trovadores y juglares.
La poesía épica continuó desarrollándose con la adición temática de las mitologías de Europa del norte; Beowulf y las sagas de los nórdicos, que presentan una visión de la guerra y la honra similar a la de Homero y Virgilio.
En noviembre de 1095 el papa Urbano II dio comienzo a la Primera Cruzada en el Concilio de Clermont. Las cruzadas (campañas militares contra los musulmanes que tuvieron lugar entre los siglos XI y XIII) afectaron todos los aspectos de la vida en Europa y el Oriente Medio; la literatura también fue transformada por esas guerras entre dos culturas; por ejemplo, la imagen del caballero adquirió un significado renovado.
Obras y autores importantes del periodo son: Petrarca, el Decamerón de Boccaccio; La Divina Comedia y los poemas de Dante Alighieri; los Cuentos de Canterbury de Geoffrey Chaucer.

### Oriente Medio

#### Antigua literatura árabe

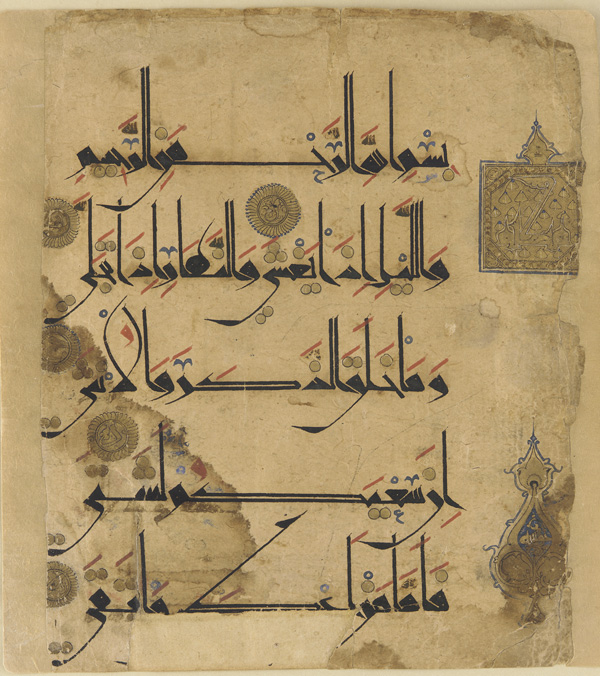
Folio del Corán (manuscrito del).

La literatura árabe surge aproximadamente en el siglo VI, con dos importantes recopilaciones, el Mu'allaqat y el Mufaddaliyat, aunque había una tradición oral previa de la que proviene, por ejemplo, la historia de Simbad. Sin embargo, es el Corán, que data del siglo VII, lo que más ha tenido efecto en la cultura árabe en general. No solo es la obra más significativa del periodo en cuanto a extensión, sino que también es la más complicada en estructura, tiene 114 suras (capítulos) que reúnen 6236 ayat (estrofas) que combinan prosa y poesía.
Otra vertiente literaria es la tradición hadiz (árabe: حديث, en general, ‘narración, referencia’) basada en los hechos y dichos del profeta Mahoma, cuyas recopilaciones más importantes son las de Muslim b. al-Haýýaý (f. 875), que incluía 9200 extractos y la de Muhammad Ibn Ismail Al-Bujari. Mahoma también inspiró las primeras biografías en árabe, conocidas como al-sirah al-nabawiyyah; la primera fue escrita por Wahb ibn Munabbih, pero la más conocida es la de Muhammad ibn Ishaq.

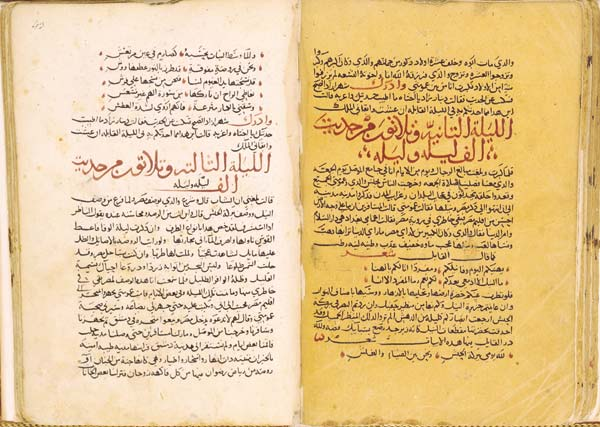
Las mil y una noches Kitab alf Layla wa layla ألف ليلة وليلة.

La poesía ha sido un género muy usado por la cultura árabe, ya sea en verso o en prosa rimada, con temas tan variados como himnos religiosos, poesía mística, ataques personales, poesía erótica y referente al vino.
En cambio, hay poca literatura de ficción, tal vez en parte por la distinción entre la al-fusha (lengua literaria) y la al-ammiyyah (lengua común), porque se consideraba que la literatura debía servir no solo de entretenimiento, sino a fines morales y educativos. No obstante, hubo muchos hakawati o cuentacuentos, que narraban las partes entretenidas de obras didácticas o fábulas tradicionales. La gran obra (y rara excepción) de la literatura de ficción árabe es Las mil y una noches, sin duda lo más conocido de su literatura y cultura, si bien parte de una obra persa y se cree que algunas historias tienen su origen en India.
Entre las innovaciones de la escritura no literaria árabe se encuentra la perspectiva cronística de Ibn Jaldún, que rechazaba toda explicación sobrenatural y se convirtió en padre del enfoque científico de la sociología y la historia.

#### Literatura persa
De la cultura persa, el libro probablemente más famoso en occidente es el Rubaiyat una colección de poemas con estrofas de cuatro líneas, del escritor, matemático y astrónomo Omar Jayyam

#### Literatura turca
Entre los siglos IX y XI surgió entre la gente nómada de Turquía y Asia Central una tradición de literatura oral épica, como el Libro de Dede Korkut y la épica Manas. Entre los primeros escritos en prosa épica están Kutat-Ku Bilik (Bendiciones y sabiduría) de Yusuf Has Hajib, Divan-i Lugat-it Turk y el diccionario enciclopédico de Mahmut Kasgari y Mir Ali Shir Nava'i.

### Asia (Extremo Oriente)

#### Literatura china

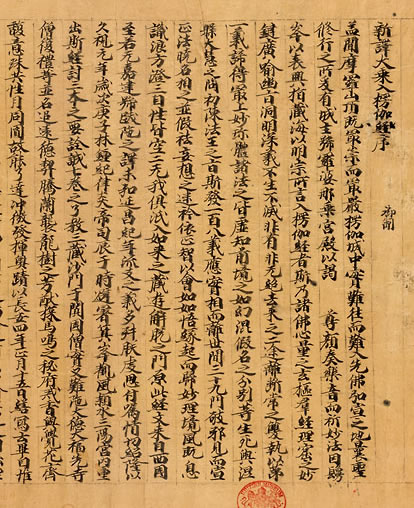
Lankavatara-sutra, sutra del descenso de Buda a Sri Lanka.

La poesía lírica evolucionó mucho más en China que en la Europa anterior al siglo X, durante las dinastías Han, Tang y Song surgieron muchas formas poéticas nuevas. Probablemente los mejores poetas chinos fueran Li Bai y Du Fu. Además, la imprenta comenzó durante la dinastía Tang.
Una copia fechada en 868 del Sutra del diamante, obra clave del budismo, fue encontrada en una cueva a principios del siglo XX y es el libro impreso más antiguo del que se tiene noticia.
Algunos autores consideran que la forma literaria llamada novela se originó en China, con las llamadas cuatro novelas clásicas chinas, en particular con Romance de los Tres Reinos de Luo Guanzhong (en el siglo XIV), aunque otros creen que más bien pertenece a la forma épica.
La verdadera novela vernácula se desarrolló en China durante la Dinastía Ming (1368-1644).
Entre los escritos no literarios, destaca Alberca de sueños un largo tratado con ensayos que incluyen la primera descripción de un compás magnético, del científico, estadista y general Shen Kuo (1031-1095). Durante la dinastía Song hubo enormes trabajos históricos, como Zizhi Tongjian, en 294 volúmenes.

#### Literatura japonesa
El período Heian, la etapa clásica de la literatura japonesa, duró de finales del siglo VIII a fines del siglo XII. Fue entonces cuando se comenzó a escribir con caracteres japoneses y otro rasgo característico del período es el protagonismo de mujeres cultas en las cortes.
En el siglo X se hizo una recopilación de poemas de 50 años atrás, llamada Kokinshu. Además, la obra en prosa Ise-Monogatari (Cantares de Ise), influyó después sobre las dos obras más importantes de esta era, ambas escritas por mujeres en el siglo XI: Makura no Sōshi (Libro de la almohada), escrita por Sei Shōnagon y Genji Monogatari (Romance de Genji), escrita por Murasaki Shikibu.
Destacan también las más de mil historias de China, la India y Japón, reunidas en Konjaku Monogatarishū (Cuentos de antaño), que quedaron abandonados en un templo budista hasta el siglo XVIII.

### literatura prehispánica
Se entiende por literatura prehispánica la producción literaria de los pueblos que ocupaban el territorio que hoy es América Latina antes de la Conquista de América. Resulta difícil precisar la fecha de origen de las obras, ya que en muchos de los pueblos se transmitían oralmente.
Los mayas desarrollaron un complejo sistema de escritura jeroglífica de tres tipos, se ha logrado conocer la matemática y cronológica, pero hasta la fecha no se ha descifrado la literaria, aunque la Relación de las cosas de Yucatán de fray Diego de Landa constituye un intento en ese sentido.
Otro problema para estudiar esta literatura fue la destrucción casi sistemática de códices (ya sea por los mismos indígenas o por los conquistadores). Sin embargo, se puede deducir que el esplendor de la literatura maya debió ser anterior al siglo X, que fue cuando abandonaron las ciudades (aunque los registros escritos son de varios siglos después), y que la literatura náhuatl data de aproximadamente el siglo XIII.

## Literatura de la Edad Moderna europea (siglosXV-XIX)
El nombre de literatura moderna no se suele aplicar a la literatura de la Edad Moderna, sino a nuestra literatura contemporánea. En cambio, las etiquetas utilizadas para designar las dos grandes transformaciones culturales de la Edad Moderna en Europa: el Renacimiento de los siglos XV y XVI y la Ilustración del siglo XVIII, se aplican extensivamente para la literatura. Igualmente, algunas de las etiquetas acuñadas originariamente para los estilos artísticos, de forma destacada el barroco para el siglo XVII y la primera mitad del siglo XVIII, y el neoclasicismo, identificado con la Ilustración (o más bien con la segunda mitad del siglo XVIII); también se han extendido a la producción literaria. Menos fortuna han tenido otras, como el manierismo, que cubre la segunda mitad del siglo XVI y el comienzo del siglo XVII (y que implicaría incluir en él autores de la talla de Cervantes o Shakespeare); o el rococó, que cubre la primera mitad del siglo XVIII.

### Literatura renacentista
La renovación general en el conocimiento que comenzó en Europa tras el descubrimiento del Nuevo Mundo en 1492 trajo consigo una nueva concepción de la ciencia y la investigación y formas distintas de hacer arte.
Surgió por entonces una forma literaria que luego desembocaría en la novela, que cobró renombre en los siglos posteriores. Una de las más conocidas de esta primera época es la Utopía de Tomás Moro.
Las obras dramáticas de entretenimiento (opuestas al propósito moralizante) volvieron al escenario. William Shakespeare es el dramaturgo más notable, pero hubo muchos más, como Christopher Marlowe, Molière, y Ben Jonson.
Del siglo XVI al XVIII los ejecutantes de la Commedia dell'arte improvisaban en las calles de Italia y de Francia, pero algunas de las obras fueron escritas. Tanto las obras improvisadas como las escritas con base en un esquema tuvieron influencia sobre la literatura de la época, particularmente sobre el trabajo de Molière. Shakespeare y Roberto Armin, que retomaron los bufones y jugadores para crear nuevas comedias. Todos los papeles, incluso los femeninos, eran representados por hombres, eso cambiaría primero en Francia y luego en Inglaterra también, hacia fines del siglo XVII.
La primera parte del poema épico isabelino La reina de las hadas de Edmund Spenser fue publicada en 1590, y completo en 1597. Esta obra marcó una transición en la cual la «novedad» entra en la narrativa, en el sentido de vuelcos argumentales. Las formas de teatro conocidas en el tiempo de Spencer se incorporan en el poema de forma no tradicional y le dan vuelta a la propaganda política al servicio de la reina Elizabeth I.
Don Quijote de la Mancha de Miguel de Cervantes ha sido llamado «la primera novela» (o la primera de las novelas europeas modernas). Fue publicada en dos partes, la primera en 1605 y la segunda en 1615. Puede ser vista como una parodia de las novelas caballerescas, en la cual la diversión proviene de una nueva forma de tratar las leyendas heroicas populares.

### Literatura barroca
A diferencia del Renacimiento, el Barroco se caracteriza por la idea del desengaño y por el pesimismo. Las temáticas frecuentes en esta literatura son la vida como lucha, sueño o mentira y la fugacidad de los hechos humanos, plasmadas en un estilo suntuoso y recargado. La literatura barroca hace uso desmedido de la adjetivación, el hipérbaton, la elipsis, la metáfora, la perífrasis, la antítesis y las alusiones mitológicas.
La literatura barroca tuvo diferentes maneras de manifestarse, el Eufuismo de los poetas ingleses, el Preciosismo en Francia, el Marinismo en Italia, la Primera y Segunda escuela de Silesia en Alemania y Conceptismo y Culteranismo en España.
Entre los escritores barrocos están, en español Luis de Góngora, Francisco de Quevedo y Villegas, Sor Juana, Bernardo de Balbuena; en catalán Francesc Fontanella, Francesc Vicenç Garcia, Josep Romaguera; en portugués António Vieira, Gregório de Matos, Francisco Rodrigues Lobo; en inglés los poetas metafísicos: John Donne, George Herbert, Andrew Marvell, Henry Vaughan y en alemán Andreas Gryphius y Angelus Silesius.

### Literatura dieciochesca, ilustrada o neoclásica
Puede darse como periodo de la literatura «ilustrada» los años que van de 1689, en que se publica el Ensayo sobre el entendimiento humano de John Locke y 1785, en que se publican Las desventuras del joven Werther de Goethe. En ese lapso nace en Francia un gran esfuerzo intelectual: L'Encyclopédie.
Además, se publicaron por entonces Emilio de Rousseau; Cándido de Voltaire; Los viajes de Gulliver de Jonathan Swift; Cartas Persas de Montesquieu; y Cartas marruecas de José Cadalso.
Las obras literarias fueron de diversos tipos: colectivas, civiles y morales, didácticas, etc., pero en general tuvieron los siguientes rasgos:
- predominio de la razón sobre la emoción y la imaginación de un nuevo comienzo
- el laicismo
- la promoción de la tolerancia, la igualdad y la libertad
- el cuestionamiento del poder político.

## Literatura contemporánea (siglosXIX-XX)
Los periodos de la historia de la literatura moderna (o literatura contemporánea) comprenden la literatura romántica, el postromanticismo, el realismo, el naturalismo, el modernismo, el postmodernismo y las vanguardias. La historia de la literatura moderna: no se designa con el nombre de literatura moderna a la literatura de la Edad Moderna, sino a la de nuestra Edad Contemporánea, definida habitualmente como el periodo iniciado con la Revolución francesa (1789) hasta el presente, de modo que es también muy usualmente denominada como literatura contemporánea. No obstante, es un concepto definido con criterios estéticos y no tanto cronológicos, caracterizándose por los valores de originalidad y la ruptura más que por los de la tradición y la continuidad; de un modo similar a como se define el arte moderno o el arte contemporáneo.